# Jonio (Roms tunnelbana)
Jonio är en station på Roms tunnelbanas Linea B1. Stationen är belägen i närheten av Piazzale Jonio i området Tufello i distriktet Monte Sacro i nordöstra Rom och togs i bruk år 2015. 
Stationen Jonio har:
- Biljettautomater
- WC

## Kollektivtrafik
- Busshållplats för ATAC

## Omgivningar
- Santi Angeli Custodi
- San Clemente
- Santa Gemma Galgani
- Santa Maria Assunta al Tufello
- Santissimo Redentore a Val Melaina